# Roberval (Canadá)
Roberval es una ciudad de la provincia de Quebec, Canadá. Está ubicada en el condado regional de Le Domaine-du Roy y a su vez, en la región administrativa de Saguenay–Lac-Saint-Jean.

## Historia
Fue fundada en 1855 en la ribera del río Tremblay, donde los colonos habían construido un aserradero.

## Economía local
Ahora es uno de los principales centros de servicios para el área, con un hospital y algunos servicios del gobierno.

## Administración
Benoît Bouchard, exministro del gabinete y Embajador de Canadá en Francia y Michel Gauthier, exlíder federal de la oposición, representan en la zona al parlamento federal.

## Hijos ilustres
- Bernard Lord, ex primer ministro de Nuevo Brunswick, es natural de Roberval.